# 会津洋
会津 洋（あいづ よう）は、日本のフランス語学者。早稲田大学名誉教授。

## 略歴
長野県諏訪郡富士見町出身。長野県諏訪清陵高等学校を経て、東京都立大学人文学部仏語仏文学科卒業。同大学大学院人文科学研究科修士課程修了。早稲田大学語学教育研究所教授。同大学名誉教授。フランスの社会言語学研究に取り組み、一般向けの実践的な手引も執筆していた。

## 著書

### 共著
- 『絵で見るフランス語入門』（滑川明彦共著、大学書林） 1979年
- 『フランス文法教室』（長谷川隆久共著、第三書房） 1988年
- 『もう間違えない! ポケットフランス語講座』（ジャンピエール・アブリァル共著、朝日出版社） 1997年
- 『日仏対照 現代日本語表現文型』（エマニュエル・ボタン, イヴァン・トゥルセル, 江沢昭共著、ひつじ書房） 2005年

## 翻訳
- 『応用言語学』（シャルル・ブートン、滝沢隆幸, 滑川明彦共訳、白水社、文庫クセジュ） 1988年
- 『文字の世界史』（ルイ=ジャン・カルヴェ、矢島文夫監訳、前島和也共訳、河出書房新社） 1998年